# Stripnieuws
StripNieuws is een striptijdschrift met strips en artikelen over strips en stripauteurs.
Het tijdschrift verschijnt sinds 2008 driemaandelijks (4 keer per jaar).
Sinds begin 2006 wordt het tijdschrift uitgegeven door Het Stripschap, waarin ook hun eigen nieuwsbulletin, getiteld Schapnieuws, is opgenomen. Het blad telt 40 pagina's waarvan een derde wordt gevuld met nieuwe strips. Daarnaast is het de bedoeling om ook klassieke strips te plaatsen, die na hun eerste publicatie nooit meer zijn uitgegeven. De redactionele inhoud varieert, hoewel het ook hier de bedoeling van de redactie is om meer over vroeger te schrijven dan over actuele ontwikkelingen in de stripwereld. Van de actuele ontwikkelingen worden alleen de hoofdlijnen gepresenteerd, omdat die ook van belang zijn voor Het Stripschap en haar leden. 